# قائمة الأحزاب السياسية في جرينلاند
هذه قائمة الأحزاب السياسية في جرينلاند اعتبارًا من 11 مارس 2025. يوجد في جرينلاند نظام متعدد الأحزاب.

## الأحزاب النشطة
| الشعار | الاسم | الاسم                                       | اختصار | الأيديولوجيا                                                       | طيف سياسي            | القائد             | التمثيل البرلماني | التمثيل البرلماني | التمثيل البرلماني        |
| الشعار | الاسم | الاسم                                       | اختصار | الأيديولوجيا                                                       | طيف سياسي            | القائد             | برلمان جرينلاند   | البلديات          | فولكتنغ (مقاعد جرينلاند) |
| ------ | ----- | ------------------------------------------- | ------ | ------------------------------------------------------------------ | -------------------- | ------------------ | ----------------- | ----------------- | ------------------------ |
|        |       | حزب الديمقراطيون Demokraatit                | D      | استقلال جرينلاند ليبرالية سابقًا وحدة مملكة الدنمارك                | وسطية إلى يمين الوسط | ينس فريدريك نيلسن  | 10 / 31           | 4 / 81            | 0 / 2                    |
|        |       | Point of Orientation Naleraq                | N      | استقلال جرينلاند Unilateralism شعبوية                              | وسطية                | Pele Broberg       | 8 / 31            | 8 / 81            | 1 / 2                    |
|        |       | حزب مجتمع الشعب Inuit Ataqatigiit           | IA     | الاشتراكية الديمقراطية استقلال جرينلاند قومية يسارية               | يسارية               | موته إيجيده        | 7 / 31            | 32 / 81           | 1 / 2                    |
|        |       | حزب السيوموت Siumut                         | S      | ديمقراطية اجتماعية استقلال جرينلاند طرف خارجي                      | يسار الوسط           | Erik Jensen        | 4 / 31            | 31 / 81           | 1 / 2                    |
|        |       | حزب التضامن الجرينلاندي Atassut             | A      | محافظة ليبرالية Market liberalism Nordic agrarianism وحدة جرينلاند | يمين الوسط           | Aqqalu Jerimiassen | 2 / 31            | 6 / 81            | 0 / 2                    |
|        |       | Qulleq                                      | Q      | استقلال جرينلاند دعم الصناعة النفطية                               | Single-issue         | Karl Ingemann      | 0 / 31            | 0 / 81            | 0 / 2                    |
|        |       | Cooperation Party Suleqatigiissitsisut      | SA     | وحدة جرينلاند ليبرالية اجتماعية ليبرالية اقتصادية                  | يمين الوسط           | Michael Rosing     | 0 / 31            | 0 / 81            | 0 / 2                    |
|        |       | Descendants of Our Country Nunatta Qitornai | NQ     | استقلال جرينلاند انفصالية                                          | يسار الوسط           | Vittus Qujaukitsoq | 0 / 31            | 0 / 81            | 0 / 2                    |

## الأحزاب المنحلة
- سكاك
- حزب العمال
- حزب النساء
- الحزب القطبي
- حزب الوسط
- حزب الجذور
- رابطة المرشحين
- حزب الإنويت